# シスコ技術者認定
シスコ技術者認定（Cisco Career Certifications）はシスコシステムズ製品に関するIT分野の技術者認定（ベンダー資格）である。テストの実施および認定等はピアソンVUEが実施している。
認定にはエントリー、アソシエイト、プロフェッショナル、エキスパート、アーキテクト、およびサイバーセキュリティスペシャリストプログラムプロフェッショナルという全10種類で5つの段階レベルがあり、※各範囲において5段階で構成されている訳ではない（次項を参照）。

## 現在の資格認定
- エキスパート

CCDE （Cisco Certified DevNet Expert）
CCDE（Cisco Certified Design Expert、シスコ認定デザインエキスパート）
CCIE（Cisco Certified InterNetwork Expert、シスコ認定インターネットワークエキスパート）
- プロフェッショナル

CCCP （Cisco Certified CyberOps Professional）
CCDP （Cisco Certified DevNet Professional）
CCNP（Cisco Certified Network Professional、シスコ認定ネットワークプロフェッショナル）
- アソシエイト

CCCA （Cisco Certified CyberOps Associate）
CCDA （Cisco Certified DevNet Associate）
CCNA（Cisco Certified Network Associate、シスコ認定ネットワークアソシエイト）
- エントリー

CCST （Cisco Certified Support Technician）

## 過去の資格認定
- CCA（Cisco Certified Architect、シスコ認定アーキテクト）
- CCDA（Cisco Certified Design Associate、シスコ認定デザインアソシエイト）
- CCDP（Cisco Certified Design Professional、シスコ認定デザインプロフェッショナル）
- CCIP（Cisco Certified Internetwork Professional）
- CCSP（Cisco Certified Security Professional）
- CCVP（Cisco Certified Voice Professional）
- CCENT（Cisco Certified Entry Networking Technician、シスコ認定エントリネットワーキングテクニシャン）
- CCNA SECURITY（Implementing Cisco IOS Network Security）